# Disporella canaliculata
Disporella canaliculata är en mossdjursart som först beskrevs av Busk 1876.  Disporella canaliculata ingår i släktet Disporella och familjen Lichenoporidae. Inga underarter finns listade i Catalogue of Life.